# أوريغة
أوريغة أو وريغة أو ريغة إختصارا، هي إحدى أكبر القبائل الأمازيغية البرنسية التي تنتشر انتشارًا واسعًا بالشمال الأفريقي وأيضا ببلاد الشام والأندلس وصقلية وجزر الكناري، ويرجع نسبها إلى «أوريغ بن برنس» حسب النسابة المسلمين، وقد وردت لدى الباحثين بأكثر من صيغة: "أواريغا، أوراغن، أفارق Afarik" وإليها يعود اسم قارة إفريقيا الحالي، وتعتبر هوارة من أشهر قبائلها.

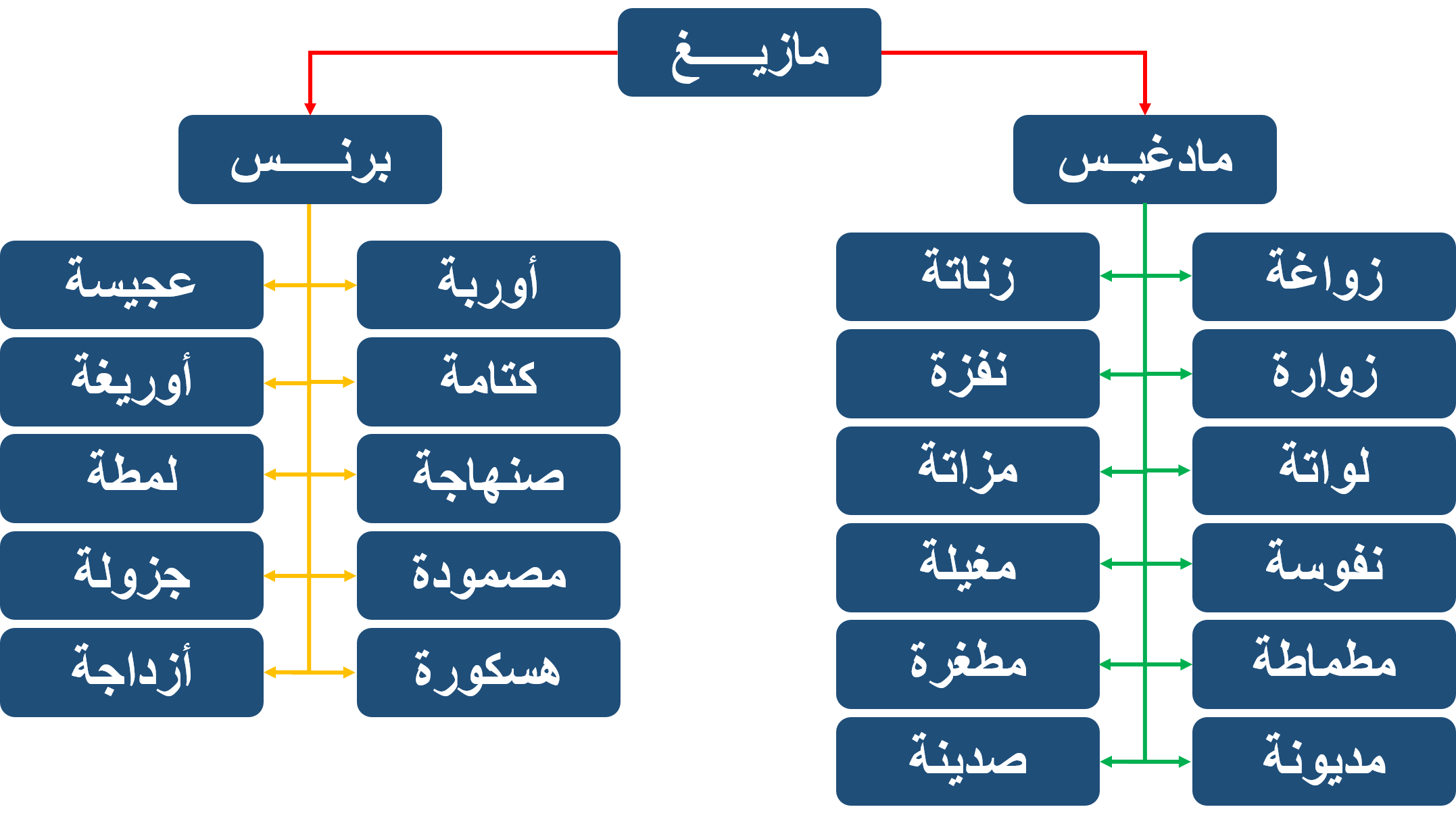
قبائل الأمازيغ من بينها أوريغ بن برنس بن مازيغ

## التسمية
سميت بأوريغة نسبة إلى "أوريغ بن برنس"، وبالأصح أوريغَ مع فتح حرف الــ (غــ) هكذا تنطق باللسان الأمازيغي لأن التاء المربوطة تُضاف عند تعريب الكلمة، وأوريغا هي لفظة أمازيغية مشتقة من الجدر (أورغ) بمعنى اللون الأصفر الذهبي.

## نسب القبيلة
اتفق النسابة المسلمون أن الأمازيغ يجمعهم جذمان عظيمان وهما "برنس" و "مادغيس". وأما شعوب البرانس فعند النسابين يجمعهم سبعة أجذام وهي إزداجة، و مصمودة، و أوربة، و عجيسة، و كتامة، و صنهاجة، وأوريغة. وعن أوريغة يقول القلقشندي:
«بنو أوريغ - بضم الهمزة وكسر الراء المهملة وغين معجمة في الآخر، بطن من برانس من البربر ببلاد المغرب يقال لهم اريغة، وهم بنو اريغة ابن برانس بن بربر».
وقد ذكر ابن حزم الأندلسي أولاد أوريغ:
«وولد أوريغ: هوار، وملك، ومقّر، وفلدن؛ فولد ملك بن أوريغ ستّات، وورفل، وأسيل، ومسراتة؛ ويقال لهؤلاء: لهانة. وولد مقّر بن أوريغ: ماوس، وزمّور، وكبا، ومسرات. وولد فلدان بن أوريغ: قمصانة، وورسطيف، وبياتة، وبل، ويقال إنّ صنهاج ولمط إنّما هما ابنا امرأة يقال لها تزكّى، لا يعرف لها أب، تزوّجها أوريغ؛ فولدت له هوّار؛ فهم إخوة لأمّ». 

## بطون القبيلة
أوريغة وهم أبناء أوريغ بن برنس، الذي خلف أربعة من الأبناء، وهم:
1. ملد بن أوريغ ويقال لقبائله بنو لهان أو لهانة فقط.
2. مقر بن أوريغ وينطق ويكتب أيضا مغر بالغين على عادة أهل الصحراء في قلب القاف غينا.
3. قلدان بن أوريغ.
4. هوار بن أوريغ.

وتفرعت عن هؤلاء الأبناء بطون كثيرة، فمن بطون قلدن:
- بيانة
- وفل
- قمصانة
- ورسطيف

ومن مغر:
- زمور
- كبا
- كركودة
- ماواس
- منداسة
- سراي أو (مسرات)
- ورجين

ومن بطون ملد:
- أسيل
- سطات أو (سطط)
- مليلة
- مسراتة
- ونيفن
- ورفل

وهؤلاء جميعهم من أبناء لهان ابن ملد، أما بطون هوار فهم كثيرون؛ وقد التحقت بهم بطون أخرى من اخوتهم؛ أبناء أوريغ، ومن أقاربهم البتر؛ مثل أبناء أداس بن زحيك بن مادغيس الأبتر؛ بعد أن تزوج أداس المسماة تصكي العرجاء، وأهم بطون هوارة هي:
- زكارة
- زگاوة
- هكارة أو هقارة
- مجريس
- مسلاتة
- غريان
- ورغة
- بنو كسي
- لشوة
- هيوارة
- ورتاكط

وقد اختار بعضهم حياة الاستقرار، وسكنى المدر؛ بينما فضل آخرون حياة البدو، والتجوال في قفار إفريقية والمغرب الأوسط.

## تاريخ القبيلة
أفر أو أفر وجمعها أفريون (Afri - Frexes) قبيلة قديمة عاشت جنوب تونس أو الساحل الشمالي لشرق تونس، يعود إليها اسم قارة إفريقيا الحالي. وردت لدى الباحثين بأكثر من صيغة: أفارق Afarik، أواريغا Awarigha، أوراغن Awraghen. والأفر هم الذي عناهم كوريبوس باسم فريك Frexes، وهي قبيلة ليبية انضمت إلى قوات انطلس في حروبه ضد الرومان. ذكرها كوريبوس قائلا:
«لقد تبعه (أي انطلس) الفريكيون مع الجماعات التي تنتسب إليهم بقرابة. كانت تلك القبائل تكيل المديح لحاكمها وهي رافعة رؤوسها، فلقد كانوا جنسا يتحلى بالشجاعة ذا بأس شديد، عنيفا في الحرب، سواء أكانوا من الجنود المشاة الذين يزحفون بثقة وسط أعدائهم، أو من الفرسان الذين يضربون بكعوبهم بطون خيولهم الثائرة»
وربما كان الفريكيون أو الفريكيس هم أصل تسمية قبائل الفراشيش الحالية. و الفراشيش هؤلاء ينحدرون من هوارة. كما ذكر الكاتب العسكري الفرنسي كاريط أن أوريغ (أجداد هوارة) هم سكان أفريقيا الأصليون، وأن القرطاجيين شتتوهم بعد هجرتهم من ليبيا الشرقية، ثم تحالفوا مع قبائل نفوسة، وأنهم هم من سمى أفريقيا بهذا الاسم.
كما ذكر بطليموس أوريغة بإسم أوريغيس (Ouerougeis) وهي قبيلة من موريطنية الطنجية وطنها تحت قبيلة السوكوسيوي (Sokossioi)، تموقعوا على ساحل البحر الأيبيري انطلاقاً من مضيق جبل طارق، أي في شرق سبتة. كما ذكرهم كقبائل محيطة بوادي ورغة (Ouergha) بالريف. ومن جهة أخرى، وطن بطليموس مجموعة من القبائل المورية الأمازيغية التي تواجدت قرب «الأوريغيون Ouerougeis»، ويقول في هذا الصدد:
«احتل الجزء من المقاطعة الذي يلامس المضيق ”ميتاجونيتاي Metagônitai“ والجزء الذي يلامس البحر الأيبيري ”السوكوسيوي Sokossioi“ وتحتهم ”أورويس Oueroueis“، ومن جهة، تحت أراضي ”ميتاجونيتاي Metagônitai“، ”المازيكس Mazices“؛ ثم ”أوربيكاي Ouerbikai“ وفي الأسفل ”سالينساي Salinsai“ و ”كاونوي Kaunoi“؛ ثم ”باكواتاي Bakouatai“ وأسفلهم ”ماكانيتاي Makanitai“؛ من جهة أخرى، تحت ”أورويس Oueroueis“ ”الاولوبيلياني Ouoloubiliani“ ثم ”لانجاوكانوي langaukanoi“ وفي أسفلهم ”النكتبيريون Nectibères“؛ ثم السهل الأحمر الواقع عند 9°30'-30°؛ تحتهم ”زيجرينسيوي Zegrensioi“؛ ثم ”البانيوبي Banioubai“ و ”الواكيواتاي Ouakouatai“. احتل الساحل الشرقي بالكامل من قبل ”Maurensioi“ وجزء من ”Herpeditanoi“»
وقد أخذ وادي ورغة بالريف تسميته هذه من هوارة ورغة إحدى بطون قبيلة أوريغة الكبرى.